# Shimomatsuyachō-dōri
Pour les articles homonymes, voir Matsuyamachi.
Le Shimomatsuyachō-dōri (下松屋町通, Shimomatsuyachō-dōri) ou Shimomatsuyamachi-dōri (下松屋町通, Shimomatsuyamachi-dōri) est une voie du centre-ouest de Kyoto, dans l'arrondissement de Shimogyō. Elle débute au Matsubara-dōri (ja) et termine au Shōmen-dōri (ja). Il s'agit de la suite sud du Matsuyachō-dōri.

## Description

### Situation
Le Shimomatsuyachō-dōri est une rue du centre-ouest de l'arrondissement de Shimogyō. Elle commence dans le quartier de Kamichōfukuji-chō (上長福寺町) et termine dans celui de Tsukinuke Nichōme (突抜二丁目). La rue débute au Matsubara-dōri (ja) (松原通) et termine au Shōmen-dōri (ja) (正面通),. Selon certaines sources, la rue commencerait une rue plus au nord, à Takatsuji-dōri (ja) (高辻通). Il s'agit d'une suite du Matsuyachō-dōri (松屋町通), ou Matsuyamachi-dōri, qui termine à Takeyamachi-dōri, interrompue par le château de Nijō. Elle suit l'Ōmiya-dōri (ja) (大宮通) à l'est et précède le Kushige-dōri (ja) (櫛笥通) à l'ouest. Il s'agit de la cinquième rue à l'ouest de l'importante artère Horikawa-dōri (ja) (堀川通).
La circulation se fait en sens unique du sud au nord. La rue fait environ 800 mètres de long.

### Voies rencontrées
Du nord au sud, en sens unique. Les voies rencontrées de la droite sont mentionnées par (d), tandis que celles rencontrées de la gauche, par (g). Seules les rues ayant un nom sont listées.
1. Matsubara-dōri (ja) (松原通)[2]
2. (d) Manjuji-dōri (ja) (万寿寺通)
3. Gojō-dōri (ja) (五条通)
4. Chūdōji-dōri (中堂寺通)
5. Tanbaguchi-dōri (丹波口通)[5]
6. Hanayachō-dōri (ja) (花屋町通)
7. Shōmen-dōri (ja) (正面通)[2]

### Transports en commun
Les bus du réseau d'autobus de Kyoto (ja) ne passent par sur la rue. Les arrêts les plus proches de la rue sont sur Ōmiya-dōri et sont Ōmiya-Matsubara (大宮松原, lignes 6, 18, 32, 58, 71, 206, 207, Spécial18, Spécial71), Ōmiya-Gojō (大宮五条, lignes 6, 18, 32, 43, 58, 71, 73, 75, 80, 206, 207, Spécial18, Spécial71), et Shimabara-guchi (島原口, lignes 6, 18, 58, 71, 206, 207, Spécial18, Spécial71).

## Odonymie
« Shimomatsuyachō » signifie « Matsuyachō du bas » et vient de la rue Matsuyachō-dōri (松屋町通) au nord, même si une grande distance sépare les deux rues. La rue est aussi appelée « Shimomatsuyamachi-dōri », car le caractère « 町 » peut se lire « machi » et « chō »,.
La rue était aussi appelée Ikkanmachi-dōri (一貫町通). Ikkanmachi, aussi écrit « Ikuwanchō » (一クワン町) était un petit quartier entre Matsubara et Manjuji, maintenant inclus dans l'actuel quartier de Kamichōfukuji-chō (上長福寺町). Ikkanmachi était un quartier chaud, notable pour être l'endroit où venait Saku, l'épouse de Shimada Kai (ja) (島田 魁), membre du shinsengumi.

## Histoire
Shimomatsuyachō-dōri n'existait pas à la création de la capitale impériale en 794, et apparaît lors du réaménagement territorial de l'ère Tenshō (ja) (天正の地割, Tenshō no jiwari) par Toyotomi Hideyoshi, durant le dernier quart du XVIe siècle. Matsuyachō-dōri est inaugurée vers 1595, dans l'espace laissé par le palais Jurakudai maintenant détruit, mais s'arrête à Takeyamachi-dōri dû à la construction du château de Nijō par Tokugawa Ieyasu en 1603. Shimomatsuyachō est ouverte quelques années plus tard, au début de l'époque d'Edo, pour permettre d'accéder au Nishi-Hongan-ji depuis le nord-ouest,. Le village de Chūdōji (中堂寺村), annexé à Kyoto en 1889, directement à l'ouest de la rue, avait été ouvert quelques années plus tôt. Le sud de la rue, entre Tanbaguchi et Shōmen était un important quartier desservant le temple Nishi-Hongan-ji (西本願寺) durant l'époque d'Edo (1603-1868). 
Sur la carte-paravent du Rakuchū (ja) (洛中絵図), « Rakuchū (洛中) » faisant référence ici aux limites de la ville de Kyoto, de 1637, la rue, qui n'avait pas encore de nom, commençait à Matsubara-dōri, puis tournait en angle droit vers le village de Chūdōji et l'actuelle Kushige-dōri. Dans une autre carte-paravent, de 1672, la rue était maintenant devenue droite et circulait directement vers Tanbaguchi, au sud.

## Patrimoine et lieux d'intérêt

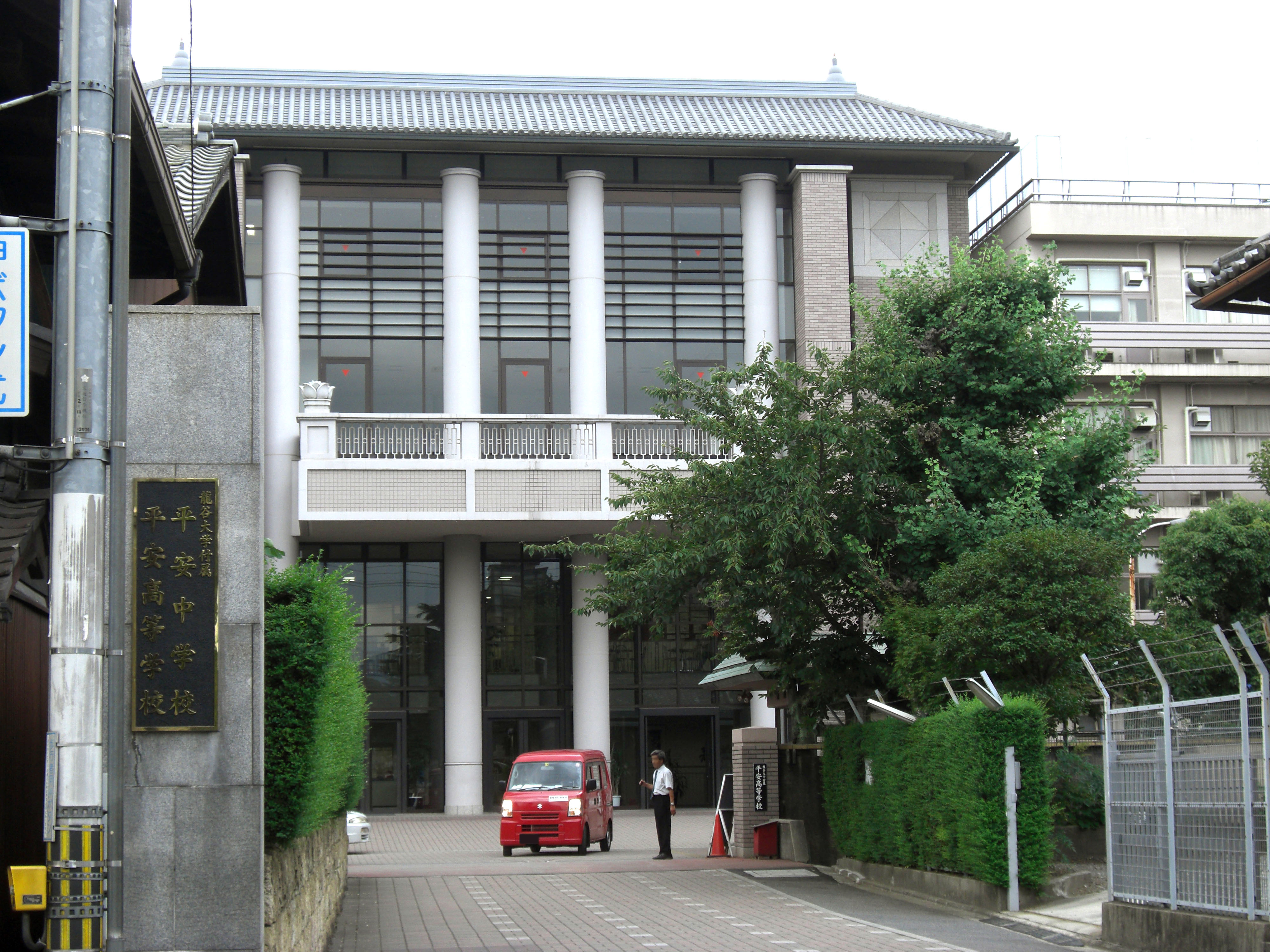
Bâtiment principal de l'école secondaire de l'université de Ryūkoku.

La rue termine devant l'école secondaire et intermédiaire de l'université de Ryūkoku (ja) (龍谷大学付属平安中学校・高等学校). Au début de la rue se trouve aussi une école, l'école secondaire publique Matsubara (京都市立松原中学校).